# Max Julen
Max Julen, né le 15 mars 1961 à Zermatt, est un ancien skieur alpin suisse, qui a mis fin à sa carrière sportive à la fin de la saison 1986. Il avait été champion olympique de géant en 1984 à Sarajevo.

## Palmarès

### Jeux olympiques
| Édition / Épreuve | Descente | Slalom géant | Slalom  |
| ----------------- | -------- | ------------ | ------- |
| JO 1984 Sarajevo  | —        | Or           | Abandon |

### Championnats du monde
| Épreuve / Édition        | Descente | Slalom géant | Slalom  | Combiné |
| Mondiaux 1982 Schladming | —        | 13e          | —       | —       |
| Mondiaux 1985 Bormio     | —        | 10e          | Abandon | —       |

### Coupe du monde
- Meilleur résultat au classement général : 8e en 1983
  - 1 victoire : 1 géant

#### Différents classements en coupe du monde
| Saison / Épreuve | Saison / Épreuve | Général | Général | Slalom | Slalom | Géant  | Géant  | Combiné | Combiné |
| ---------------- | ---------------- | ------- | ------- | ------ | ------ | ------ | ------ | ------- | ------- |
| Saison / Épreuve | Saison / Épreuve | Class.  | Points  | Class. | Points | Class. | Points | Class.  | Points  |
| 1982             | 1982             | 45e     | 28      | -      | -      | 15e    | 28     | -       | -       |
| 1983             | 1983             | 8e      | 116     | 21e    | 13     | 2e     | 100    | 39e     | 3       |
| 1984             | 1984             | 12e     | 91      | 16e    | 31     | 7e     | 60     | -       | -       |
| 1985             | 1985             | 14e     | 97      | 18e    | 26     | 8e     | 56     | 15e     | 15      |
| 1986             | 1986             | 53e     | 30      | 34e    | 14     | 18e    | 16     | -       | -       |

#### Détail des victoires
| Saison / Épreuve | Slalom         | Total |
| 1984             | Les Diablerets | 1     |
| Total            | 1              | 1     |